# 愛情上路
《愛情上路》（英语：(I've Just Begun) Having My Fun），是美国女歌手布兰妮·斯皮尔斯的一首歌曲，由超害羞 & 前卫制作，曾作為專輯《流行禁區》美國沃爾瑪特別版專輯的網路數位增值內容提供下載。之後被收錄於2004年4月發行的影音旗艦專輯《妮裳風暴》國際版CD中。2004年8月17日正式作為數位單曲發行於iTunes Store。歌曲被乐评和不要懷疑的歌曲"Hella Good"和20世纪70年代美国放克乐团的歌曲进行比较。歌曲的歌词谈论了在派对上狂欢。《爱情上路》获得了乐评褒贬不一的评价，部分人称赞其为专辑《妮裳神話-精選＋新曲》最佳歌曲之一，然而还有人批评了歌曲的歌词内容。歌曲为2011年电影《伴娘我最大》的原声带歌曲。

## 曲目列表
- 数字下载[2]

1. "(I've Just Begun) Having My Fun" – 3:23

## 榜单
| 榜单 （2004年）                     | 最高 排位 |
| ----------------------------------- | --------- |
| 美国 (Billboard Hot Digital Tracks) | 23        |